# (12261) Ledouanier
(12261) Ledouanier (1989 TY4) – planetoida z pasa głównego asteroid okrążająca Słońce w ciągu 3,33 lat w średniej odległości 2,23 j.a. Odkryta 7 października 1989 roku.